# Народи банту
Банту — група народів Центральної і Південної Африки, найбільші серед яких руанда, макуа, шона, конго, малаві, рунді, зулу, коса та інші.
Народи банту широко розселялися з 1 тис. до н. е. до 19 століття, асимілюючи при цьому корінне населення — пігмеїв та народів койсанської мовної родини.

## Народи
- Басото
- Бемба
- Бубі
- Венда
- Ганда
- Гереро
- Гусії
- Дуала
- Зулуси
- Камба
- Кікую
- Кінга
- Конго
- Коса
- Лозі
- Луба
- Лунда
- Лух'я
- Маконде
- Макуа
- Малаві
- Матабеле
- Мбунду
- Монго
- Нгала
- Нгоні
- Ндебеле
- Ньоро
- Ньямвезі
- Ньянколе
- Ньятуру
- Овамбо
- Овімбунду
- Педі
- Руанда
- Рунді
- Свазі
- Суахілі
- Сукума
- Теке
- Тонга
- Тсвана
- Тсонга
- Фанґ
- Фіпа
- Ха
- Хехе
- Чагга
- Шамбала
- Шона
- Яо